# 黃金船
黃金船（日语：ゴールドシップ），暱稱（小金船），日本純種競賽馬及種馬，以捉摸不定的脾性、大起大落的戰績與強悍的後追能力著稱。
在2011年7月至2015年12月期間，牠在28場比賽中贏得13場，為日本歷史上獲得最多獎金的灰毛馬，《賽馬郵報》更評其為世界上最好的三歲賽馬，同時也被馬迷稱作「不沉艦」、「灰毛暴坊」（芦毛の暴れん坊）和「白色怪物」。
牠在三歲時便以小公馬身份奪得皋月賞和菊花賞，即「日本賽馬三冠賽」的其中兩個，除此之外也於平磅賽有馬紀念中獨領群雄，從而在2012年中六戰五勝。四歲時，黃金船在春季天皇賞中失敗而回，但很快取回狀態，贏得寶塚紀念，一年後牠連莊該獎，成為有史以來第一匹在寶塚紀念中取得兩勝的賽馬。

## 生涯

### 出生與亮相前
2009年3月6日，由出口俊一負責養育的黃金船在北海道沙流郡日高町的出口牧場出生，母親「Point Flag」的父親為入選日本中央競馬會殿堂馬的目白麥昆，但其產駒大多有經常出現足部病患的問題，且生產時達到500公斤，因此需要選擇體型較小的種馬來配種，儘管如此，繼承了母親的灰毛的黃金船仍比其他同齡馬要大一號。父親黃金旅程是奪得必利時錦標及肯塔基德比，退役後連獲十三屆日本冠軍種馬週日寧靜的兒子，牠曾在2001年贏下香港瓶和杜拜司馬經典賽，為黃金巨匠和中山慶典等馬的生父。
黃金船在1歲10個月時開始在日高町的原奧運賽馬共同育成基地開始全面的訓練，又在2歲1個月移師至北海道浦河町的吉澤馬廄進行鍛鍊。隨後黃金船一度在位於福島縣天榮村的吉澤馬廄分牧場為出道作準備，後因東日本大震災令牧場的設施受損而回到浦川町避難。牠後來在石川縣小松市的小松訓練中心稍作停留後，便前往栗東訓練中心的須貝尚介馬房，正式開始出道訓練。

### 賽馬生涯

#### 兩歲（2011年）
2011年7月9日，黃金船在函館競馬場的出道戰中旗開得勝，隨後又在兩個月後贏得於札幌競馬場舉行的9化朗秋櫻賞。同年10月1日，黃金船由安藤勝己策騎，以7/2的赔率參加其馬生首場重賞——札幌兩歲馬錦標，惜落後雄偉駒半個馬身，飲恨奪亞。兩個月後的24日，牠在假阪神競馬場的10化朗日經電台盃兩歲馬錦標中敗給高尚亞當，再次以亞軍作結。在整個兩歲賽季中，黃金船四戰取得兩勝。

#### 三歲（2012年）

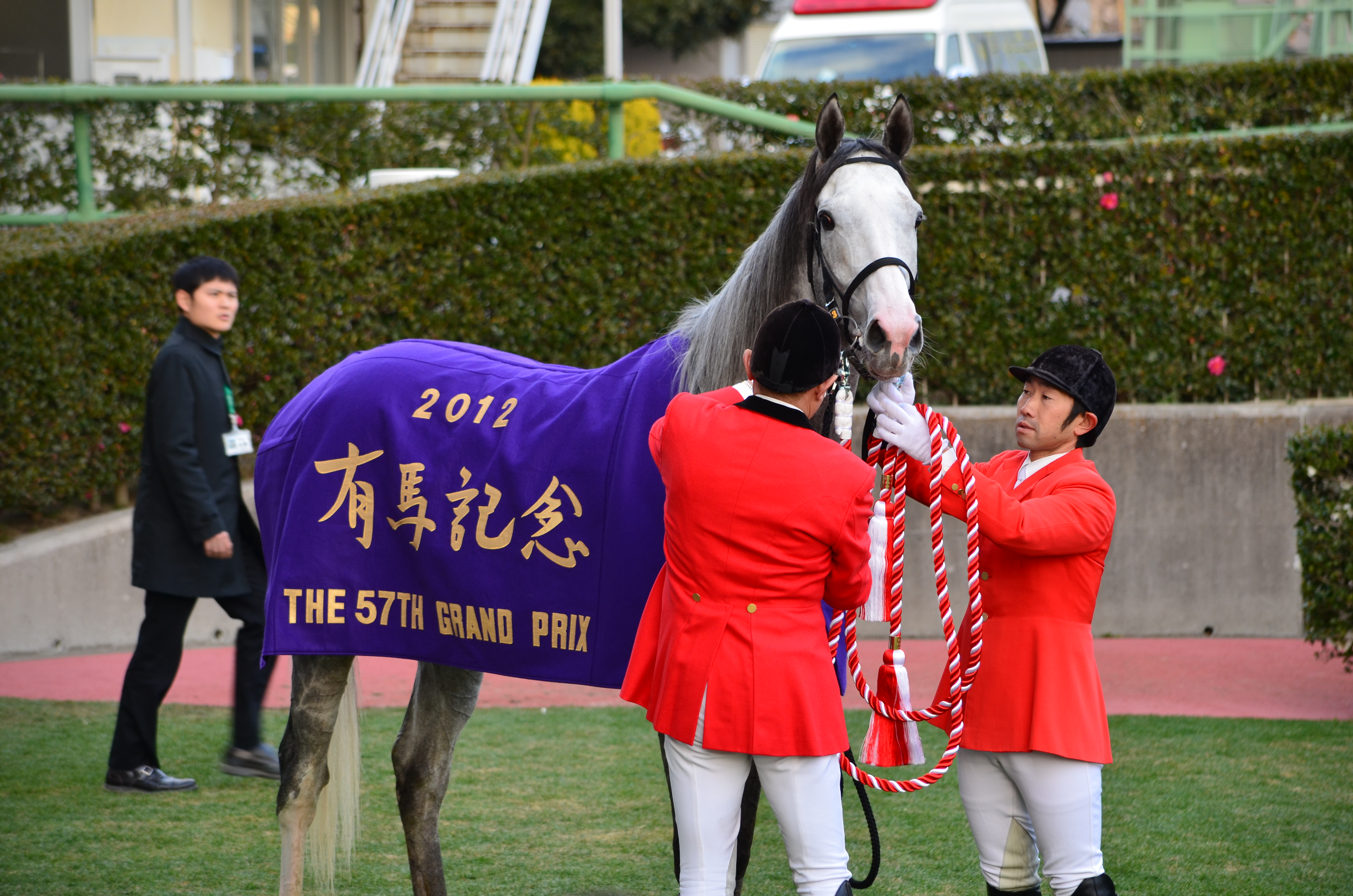
2012年有馬記念的黃金船

2012年2月，年滿三周歲的黃金船首次與内田博幸合作，參加於東京競馬場舉行的GIII級別賽事共同通信杯，一直跑在第3或第4的其在最後一個化朗區段超越領先的華麗輝煌，以1¾的馬身差距贏得生涯首個重賞。兩個月後，兩人以6.1/1的賠率出戰中山競馬場的「日本賽馬三冠王」第一戰——皋月賞，由於前一天的大雨，馬場的內側變得崎嶇不平，因此全部騎手皆選擇外側跑法，但大部分時間皆跑在最後一位的黃金船和內田卻選擇在第四彎時從內側抽頭，一口氣把馬群甩在身後來到第3位，再在剩餘3化朗時加速，以兩個半馬身的優勢領先世界王牌和高尚亞當奪冠，黃金船還被形容為會「瞬移」（ワープ）。隨後在「三冠王」的第二戰東京優駿中，第二高人氣的黃金船僅以第5名完賽，距離冠軍華麗輝煌1½馬身。此戰也是其2012年中唯一未得桂冠的比賽。
經過夏季的休息期後，人氣最高的黃金船在2012年9月出戰於阪神舉行的神戶新聞杯，並以2½馬身的差距從15個對手中獲勝，取得參加「三冠王」最後一戰菊花賞的資格。一個月後，在參加東京優駿的賽馬皆因退休或傷病等原因放棄參賽的情況，黃金船以單勝1.4倍的壓倒性賠率獲得第一人氣，而牠也不負眾望，以重演不久之前的皋月賞的方式，在京都競馬場的第四彎發力，一舉將原先的尾二位置提升至前列後再次加速，最後拉開第二名的Sky Dignity 1¾馬身獲勝，成為繼2000年的空中神宮後12年來首匹，也是史上第八匹皋月賞－菊花賞二冠馬。
贏得菊花賞後，黃金船放棄出戰日本盃，而選擇在2012年12月23日受邀參加在中山競馬場舉行的有馬紀念。雖然大熱門黃金巨匠和貴婦人放棄參賽，比賽一開始牠卻過晚出閘，與高抬腿的統治地位一起落在隊尾，但其後在第二圈第三彎前的直道從外側繞道兼開始加速，再在第四彎時趕上並穿過馬群，最後以1½馬身的差距壓過第二名的碧藍海洋奪冠，再次上演皋月賞和菊花賞的逆轉戲碼，也是繼1988及1990年的小栗帽後，第二匹獲得有馬紀念桂冠的灰毛馬。騎手內田博幸在賽後表示將在2014年挑戰杜拜世界盃和凱旋門大賽等國際性比賽，並斷言：「對牠（黃金船）來說就只是開始而已」。英國的《賽馬郵報》形容黃金船的表現「令人嘖嘖稱奇」，獲得有馬紀念是實至名歸。總括2012年，三歲的黃金船六戰五勝，其中包括三場GI級。

#### 四歲（2013年）

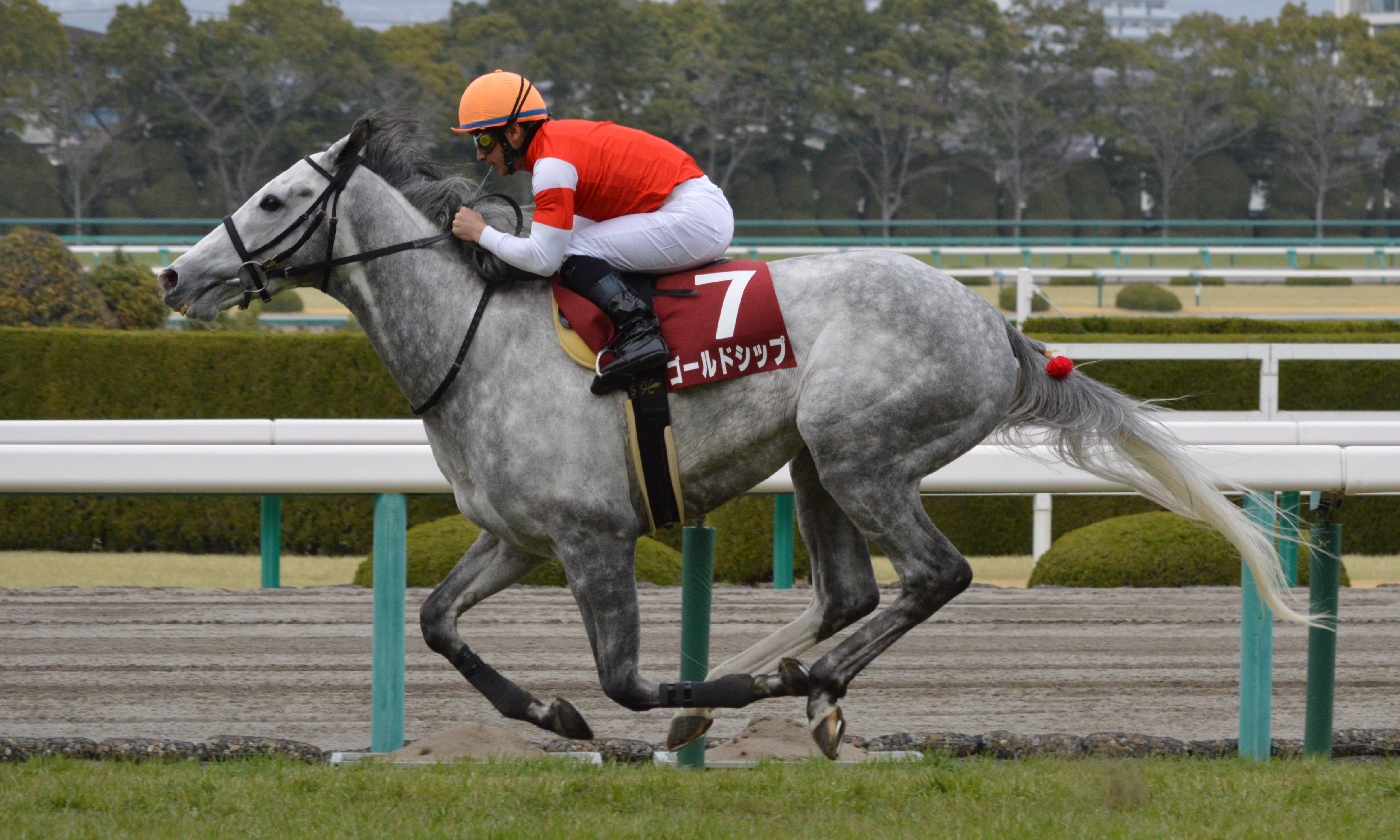
2013年阪神大賞典的黃金船

踏入古馬階段的黃金船在2013年3月17日出戰GII級的阪神大賞典，期望獲得參加春季天皇賞的資格，牠最後在京都競馬場以兩馬身領先Desperado奪冠，以實力回應單勝1.1倍的壓倒性支持。在一個月後的天皇賞上，最高人氣的黃金船狀態下滑，僅得第5位，距冠軍超常駿驥5個身位。同年6月23日，第二高人氣的牠在阪神競馬場舉行的寶塚紀念再次對壘超常駿驥，在最高人氣的黃金巨匠因運動誘發性肺出血而避戰的情況下，「不沉艦」一改此前的後追跑法，以先行方式保持在第4的位置，在剩下800米的時候才加速，並以3½馬身的優勢壓過野田敘事曲奏凱，季軍為貴婦人，第四名則是超常駿驥。
黃金船的第一場2013年秋季比賽為10月2日的GII級阪神大賞典，再次獲得最高人氣的牠繼續採用先行跑法，並於開局階段位居前列，儘管在第3、4彎時進一步將位置推前，但仍無法在最後直道上突圍，最後排在第5名，冠軍為大爆冷門，僅有165/1倍率的達標。賽後練馬師須貝尚介將敗因歸咎於不尋常的炎熱天氣、過偏的走線選擇以及與眾騎手的重量差異等。同年11月24日，回避了秋季天皇賞的黃金船選擇挑戰與上年以第5名作收的東京優駿同賽場的日本盃，人氣排名亦僅次於挑戰連霸的貴婦人，在比賽中牠回到其熟悉的後追跑法，並在第3彎時便決定加速，但進入最後直道時卻被馬陣阻擋，最後以第15名大敗，相反貴婦人則成功奪冠。經過失望至極的日本盃後，須貝和馬主小林英一決定更換騎師，由來自英國的莫雅代替已合作11場的內田博幸，並佩戴馬眼罩以出戰年底的有馬紀念。黃金船的有馬人氣排名僅次於此戰過後便引退的黃金巨匠，而在比賽中，牠在第3彎前從後方一路爬升，但在最後直道時未能收窄與前兩名的差距，最後獲得季軍，距第二的凱旋芭蕾1½馬身，與冠軍黃金巨匠相比更達9½。總括2013年，黃金船狀態回落，6戰僅得2勝，其中還包括一場得第15名的慘敗。

#### 五歲（2014年）

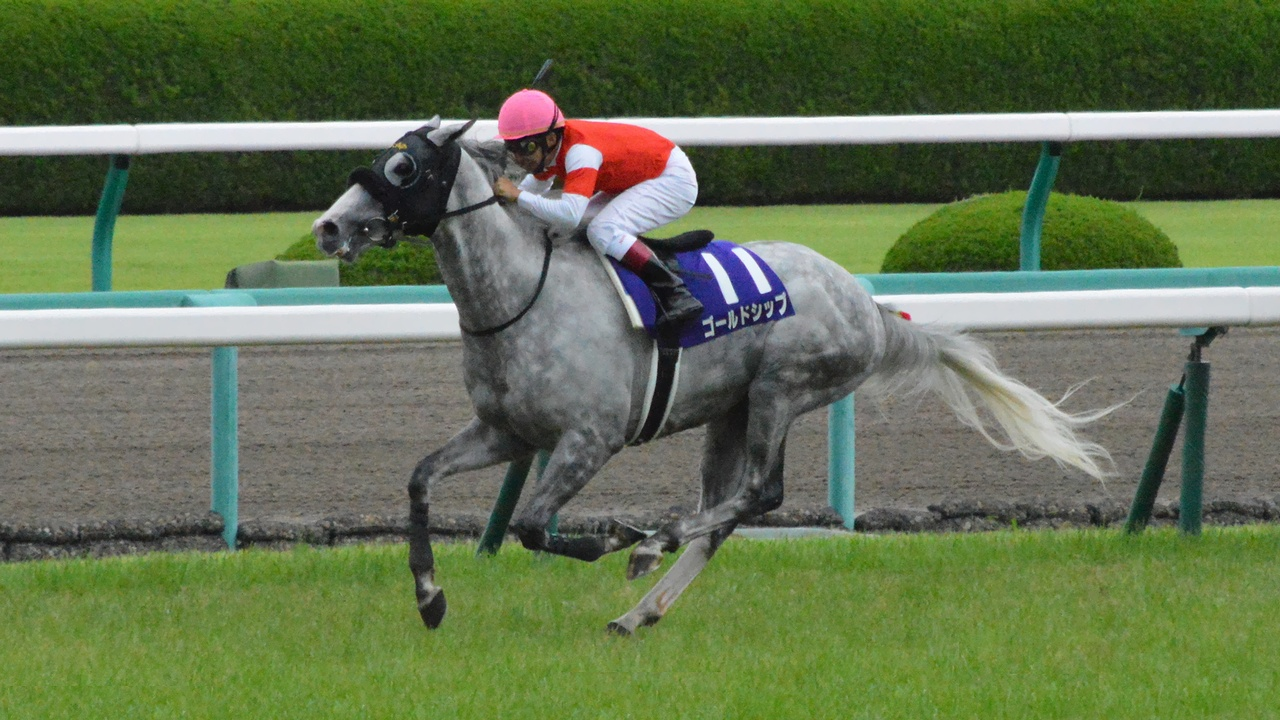
2014年寶塚紀念的黃金船

黃金船在3月23日確定出戰阪神大賞典，開始其五歲賽季，同時改由岩田康誠策騎。單勝1.7倍獲得最高人氣的牠起步非常好，初期一直咬在領頭馬班德（バンデ）的身後，之後到了第2圈第3彎時在後方馬群跟上的情況下開始加速，最後以3½馬身的優勢壓過愛發達奪冠，達成阪神大賞典的連霸。同年5月4日，由於岩田選擇策騎凱旋芭蕾，黃金船在春季天皇賞的騎手改由韋紀力擔任。人氣僅次於高情厚意的牠進入閘門後突然站起身怒吼一聲，造成晚出閘的情況，儘管在第2圈第3彎開始急起直追，但最後仍只能以第7作結，賽後更被診斷出右頸至肩部的肌肉存在拉傷。2014年6月9日，再次更換騎手，由橫山典弘策騎的黃金船參加在阪神舉行的寶塚紀念，單勝2.7倍第一人氣的牠開局階段已跑至前五，進入第4彎時開始加速，最後以3馬身的差距完勝，成為第一匹背靠背獲得寶塚紀念的賽馬，騎手橫山也繼1991年騎乘目白韋仁後再次獲得該獎。賽後橫山表示：「牠（黃金船）是一匹很聰明的馬，表現好不好取決於其心情。所以我很欣慰牠沒有辜負諸多粉絲的期待」。
寶塚紀念後，黃金船將目光瞄準法國的凱旋門大賽，並在此之前於8月24日參加假札幌競馬場的札幌記念，作賽前的最後準備。牠在此戰中起步不錯，隨後在剩餘1000米的時候開始追趕，在第3彎時已與領頭的櫻花賞得主織女星並排，形成單挑局面，但最終「不沉艦」在最後直道上以¾馬身差距落敗得第二。賽後須貝認為敗因在於雙方騎手的五公斤體重差距，但亦認為札幌紀念一戰是雖敗猶榮。在同年10月5日，黃金船與一路通及織女星三匹賽馬共同征戰凱旋門大賽，但經過在草地圍場的情緒激動後，牠便開始表現不佳，並在比賽的大部分時間跑在後尾，儘管在直道上有所起色，但最終仍以第14名慘敗，距冠軍卓芙達7個馬身。賽後須貝坦言：「世道並不是那麼容易，這（凱旋門大賽）是一場艱苦的比賽，我對所有支持者感到抱歉」，騎手橫山亦表示：「儘管結果不盡人意，但這匹馬（黃金船）已經努力過了，人生可不是那麼簡單的啊」。從歐洲回國後不久，考量到比賽間隔和賽道的適應性，黃金船決定回避日本盃，出戰有馬紀念，而自寶塚紀念後一直執鞭的橫山亦在賽前決定策騎天下唯一，「不沉艦」則改由曾在2014年阪神大賞典合作過岩田康誠擔任騎手。單勝3.5倍獲得最高人氣的牠在起跑時採前列跑法，但在第一圈到達看台時已落在第5至第6位，且一直被困在馬群中間，直至第二圈第3彎時才脫圍加速，最終亦未能在最後直道上超越貴婦人和邁向世界，連續兩年在有馬獲得季軍。在整個五歲賽季中，黃金船六戰兩勝，首次海外遠征以大敗收場，但也達成寶塚紀念的連霸。

#### 六歲（2015年）

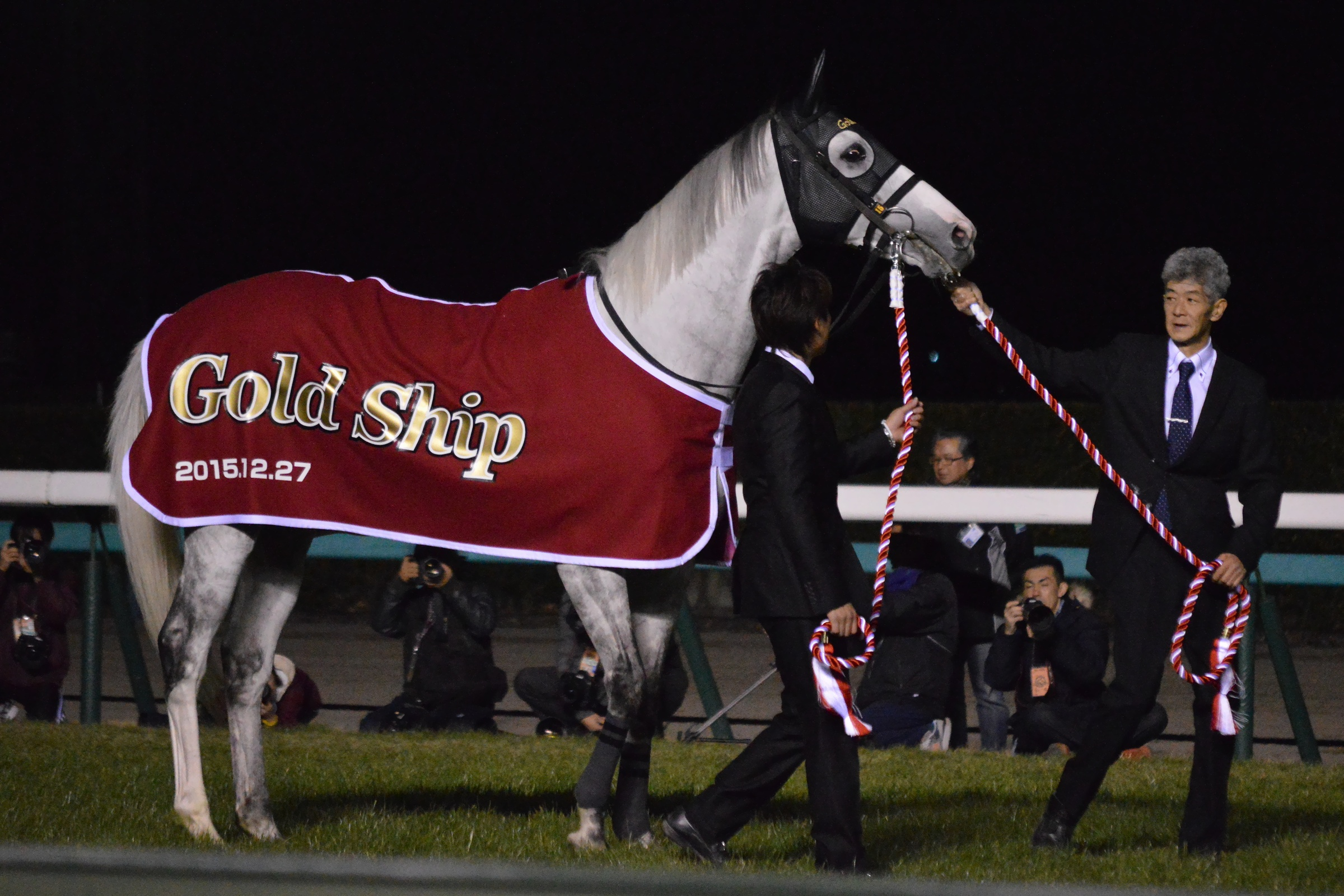
在2015年12月26日引退儀式上的黃金船，最右邊拉著牠的是其厩務員今浪隆利

有馬紀念後，黃金船與岩田一同出戰美國賽馬會盃，單勝1.3倍獲得最高人氣的牠一起步便深陷在馬群之中，雖在第2彎開始發力，但直至最後也無法從馬群中脫身，最後僅得第8，距冠軍Courir Kaiser達4馬身。面對這場敗仗，《賽馬郵報》稱其表現對於一匹G1四冠馬來說堪稱「慘烈」，而馬主小林英一決定放棄參加之後舉行的杜拜司馬經典賽，而是直奔阪神大賞典。2015年3月23日，單勝1.6倍獲得壓倒性最高人氣的黃金船在阪神大賞典的比賽初段一直跑在馬群中間，到了第4彎時突圍加速，最後以1馬身差距壓過有型露比奏凱，為其連續第三年獲得此項賽事的冠軍，也憑此成為第9匹重賞三連霸賽馬，以及第7匹贏得10次重賞的賽馬。
於春季天皇賞舉行前，岩田決定策騎天帝頌，黃金船的騎手因而再次改由橫山典宏擔任。於比賽前，人氣僅次於高情厚意的牠於閘前擾攘，不肯入閘，最終工作人員要蒙着牠的眼睛，才能把牠送進閘內。比賽一開始，牠落在最後一名，隨後在第一條直道上急起直追至第4位，儘管領先的機伶迷宮與後方馬群拉開了一定的差距，但「不沉艦」一路狂奔，將這優勢化為烏有，最後成功以頸差距離險勝後來居上的成名遊戲，三次征戰春季天皇賞後終於奪冠。賽後橫山表示：「如果黃金船起步很好，我就採先行的跑法，但顯然情況並非如此。從此之後，我便專注於跟上牠的節奏，盡量不讓牠對這場比賽感到厭倦。而在直道上，牠的耐力和恆心真的表露無遺」。6月28日，黃金船劍指史無前例的寶塚紀念三連冠，賽前以三萬票差距獲得最高人氣的牠卻在入閘後被東寶狐狼威嚇，從而失去冷靜，在開閘時反嚇對方且高抬腿兩次導致極遲起步，雖然成功在第3彎趕上前方馬群，但在最後直道時已無力追趕，最後以第15名慘敗。賽後橫山直言：「我不清楚牠的腦子在想些什麼，牠又不能盡訴心中事……牠就只是黃金船啊」。黃金船的兩次高抬腿可說是讓總金額達117億7190萬日元的馬券「直接報廢」，日本坊間也常以「120億日圓事件」（120億円事件）稱呼此事；而這鉅額也僅次於2012年春季天皇賞投注在黃金巨匠身上的149億4219萬，牠最後僅得第11位。
黃金船在2015年秋季回歸，在退役前參加了兩場比賽。第一場是11月29日的日本盃，賽前人氣排名第二、且自2013年的有馬紀念以來首次不帶面具的牠在比賽最後直道身陷馬陣之中，賽後僅得第10，距冠軍湘南魔瓶達3個身位。引退賽則為同年12月27日的有馬紀念中，横山典弘決定策騎當年菊花賞得主北部玄駒，黃金船的騎手遂改為2012年至2013年多次合作的內田博幸，最後牠在比賽最後直道時因氣力不足而以第8作收，冠軍為在最後100米突圍而出的黃金伶人。內田賽後表示：「在最後的最後，我真的很想做些什麼，但奈何戰勝不了殘酷的現實」。黃金船的退役儀式在中山競馬場所有比賽完結後舉行，調教師須貝尚介、馬主小林英一、策騎過「不沉艦」的內田、橫山與岩田康誠皆有出席。同日其競賽馬資格被正式抹消。

### 詳細賽績
| 日期       | 舉辦國家/地區 | 馬場 | 距離   | 級別 | 賽事名稱             | 負重 | 騎師       | 馬號 | 出馬 | 名次 | 時間     | 頭馬（二馬）           |
| ---------- | ------------- | ---- | ------ | ---- | -------------------- | ---- | ---------- | ---- | ---- | ---- | -------- | ---------------------- |
| 9/7/2011   | 日本          | 函館 | 草1800 |      | 2歲新馬              | 54   | 秋山真一郎 | 5    | 10   | 1    | 1:51.2   | （Cosmo Yucca）        |
| 10/9/2011  | 日本          | 札幌 | 草1800 |      | 秋櫻賞(OP)           | 54   | 秋山真一郎 | 4    | 8    | 1    | 1:53.6   | （Nishinokachizukusi） |
| 01/10/2011 | 日本          | 札幌 | 草1800 | GIII | 札幌兩歲錦標         | 55   | 安藤勝己   | 6    | 13   | 2    | 1:50.9   | 雄偉駒                 |
| 24/12/2011 | 日本          | 阪神 | 草2000 | GIII | 日經電台盃兩歲馬錦標 | 55   | 安藤勝己   | 3    | 16   | 2    | 2:02.6   | 高尚亞當               |
| 12/2/2012  | 日本          | 東京 | 草1800 | GIII | 共同通信盃           | 57   | 內田博幸   | 3    | 11   | 1    | 1:48.3   | （華麗輝煌）           |
| 15/4/2012  | 日本          | 中山 | 草2000 | GI   | 皐月賞               | 57   | 内田博幸   | 14   | 18   | 1    | 2:01.3   | （世界王牌）           |
| 27/5/2012  | 日本          | 東京 | 草2400 | GI   | 東京優駿             | 57   | 内田博幸   | 6    | 18   | 5    | 2:24.0   | 華麗輝煌               |
| 23/9/2012  | 日本          | 阪神 | 草2400 | GII  | 神戶新聞盃           | 56   | 内田博幸   | 14   | 15   | 1    | 2:25.2   | （Lord Acclaim）       |
| 21/10/2012 | 日本          | 京都 | 草3000 | GI   | 菊花賞               | 57   | 内田博幸   | 1    | 18   | 1    | 3:02.9   | （Sky Dignity）        |
| 23/12/2012 | 日本          | 中山 | 草2500 | GI   | 有馬紀念             | 55   | 内田博幸   | 13   | 16   | 1    | 2:31.9   | （碧藍海洋）           |
| 17/03/2013 | 日本          | 阪神 | 草3000 | GII  | 阪神大賞典           | 57   | 内田博幸   | 7    | 9    | 1    | 3:05.0   | （Desperado）          |
| 28/04/2013 | 日本          | 京都 | 草3200 | GI   | 春季天皇賞           | 58   | 内田博幸   | 8    | 18   | 5    | 3:15.1   | 超常駿驥               |
| 23/6/2013  | 日本          | 阪神 | 草2200 | GI   | 寶塚紀念             | 58   | 内田博幸   | 10   | 11   | 1    | 2:13.2   | （野田詩韻）           |
| 6/10/2013  | 日本          | 京都 | 草2400 | GII  | 京都大賞典           | 58   | 内田博幸   | 12   | 13   | 5    | 2:23.2   | 達標                   |
| 24/11/2013 | 日本          | 東京 | 草2400 | GI   | 日本盃               | 57   | 内田博幸   | 13   | 17   | 15   | 2:27.5   | 貴婦人                 |
| 22/12/2013 | 日本          | 中山 | 草2500 | GI   | 有馬紀念             | 57   | 莫雅       | 14   | 16   | 3    | 2:33.8   | 黃金巨匠               |
| 23/3/2014  | 日本          | 中山 | 草3000 | GII  | 阪神大賞典           | 58   | 岩田康誠   | 1    | 9    | 1    | 3:06.6   | （愛發達）             |
| 4/5/2014   | 日本          | 京都 | 草3200 | GI   | 春季天皇賞           | 58   | 韋紀力     | 8    | 18   | 7    | 3:15.6   | 超常駿驥               |
| 29/6/2014  | 日本          | 阪神 | 草2200 | GI   | 寶塚紀念             | 58   | 橫山典弘   | 11   | 12   | 1    | 2:13.9   | （機伶迷宮）           |
| 24/8/2014  | 日本          | 札幌 | 草2000 | GII  | 札幌紀念             | 57   | 橫山典弘   | 5    | 14   | 2    | 1:59.2   | 織女星                 |
| 5/10/2014  | 法國          | 隆尚 | 草2400 | GI   | 凱旋門大賽           | 59.5 | 橫山典弘   | 6    | 20   | 14   | 紀錄缺失 | 卓芙                   |
| 28/12/2014 | 日本          | 中山 | 草2500 | GI   | 有馬紀念             | 57   | 岩田康誠   | 14   | 16   | 3    | 2:35.4   | 貴婦人                 |
| 25/1/2015  | 日本          | 中山 | 草2200 | GII  | 美國賽馬會盃         | 57   | 岩田康誠   | 8    | 17   | 7    | 2:14.1   | Courir Kaiser          |
| 22/3/2015  | 日本          | 阪神 | 草3000 | GII  | 阪神大賞典           | 58   | 岩田康誠   | 8    | 10   | 1    | 3:05.9   | （有型露比）           |
| 3/5/2015   | 日本          | 京都 | 草3200 | GI   | 春季天皇賞           | 58   | 橫山典弘   | 1    | 17   | 1    | 3:14.7   | （成名遊戲）           |
| 28/6/2015  | 日本          | 阪神 | 草2200 | GI   | 寶塚紀念             | 58   | 橫山典弘   | 15   | 16   | 15   | 2:15.6   | 朗日清天               |
| 29/11/2015 | 日本          | 東京 | 草2400 | GI   | 日本盃               | 57   | 橫山典弘   | 12   | 18   | 10   | 2:25.1   | 湘南魔瓶               |
| 27/12/2015 | 日本          | 中山 | 草2500 | GI   | 有馬紀念             | 57   | 内田博幸   | 15   | 16   | 8    | 2:33.3   | 黃金伶人               |

## 退役後
退休儀式結束後，黃金船在2016年1月6日被送到位於茨城縣鉾田市的大紅牧場訓練中心靜養，其在正常受孕條件下的配種費為250萬日元。在作為種馬的第一年，牠配種了109匹育種馬，後者在隔年總共生下了79匹產駒。在2017年的拍賣會上，著名馬主里見治以5000萬日元拍下黃金船的其中一隻產駒「My Jen的2017年」（マイジェンの2017）。同年9月2日，黃金船在札幌競馬場的所有比賽結束後於草地圍場亮相，為其首次以種馬的身份出現在公眾面前。
更名為里見黃金的「My Jen的2017年」在2019年出道，並在同月7月14日於函館競馬場的出道戰中由武豐策騎，最後旗開得勝。值得留意的是，里見黃金和他父親一樣皆由須貝尚介調教，而厩務員也一樣是今浪隆利。
2019年8月31日，超強引力贏得札幌兩歲錦標，成為首匹勝出分級賽的黃金船子嗣，而里見黃金則獲亞軍。
在2021年5月23日的優駿牝馬中，獲得冠軍的安身立命達成了黃金船子嗣的一級賽首勝。
除此之外，滿謝意、強大必勝亦分別贏得2021年的目黑紀念（GII）和2022年的人魚錦標（GIII）。
2023年12月23日，氣勢雄贏得第146回中山大障礙冠軍，成為黃金船子嗣中第一匹獲得一級賽優勝的雄馬，2024年1月9日當選為2023年度JRA賞最優秀障害馬。

### 主要子嗣

#### 一級賽優勝子嗣
粗體字為一級賽
2018年生
- 安身立命（優駿牝馬）
- 氣勢雄（東京跳欄賽、阪神春季跳欄賽、中山大障礙）

2021年生
- 名將田原（每日盃、神戶新聞盃、寶塚紀念）

#### 分級賽優勝子嗣
2017年生
- 超強引力（札幌兩歲錦標）
- 強大必勝（人魚錦標）
- 滿謝意（目黑紀念）

2020年生
- 大受尊重（小倉牝馬錦標）
- Golden Hind（花仙錦標）
- Meiner Emperor（日經賞）

2021年生
- 飛霞灑金（皇后錦標）

## 人氣與別名
黃金船（ゴールドシップ）的名字顧名思義，指的就是「黃金船」，名源自其父親黃金旅程和外祖父目白麥昆自身血統的「黃金組合」。台本編劇及自由撰稿人島田明宏在其隨筆中表示：「從出道戰到4歲的阪神大賞典，『不沉艦』一度在春季天皇賞陰溝翻船，又在隨後的寶塚紀念中再度出航，《不沉艦黃金船》的故事就在壓倒性的勝利與令人訝異的落敗間周而復始。這位『優等生』的表現在4歲半時一轉直下，不得不過著浮浮沉沉的日子，4歲下旬後的表現卻又可以『猛獸小金船』稱之」。從出道戰到4歲的寶塚紀念，黃金船在13戰中贏得9次冠軍、2次亞軍和2次三名開外。從4歲下旬的京都大賞典到6歲退役戰的有馬紀念，牠一共參加了15場比賽，留下4次冠軍、1次亞軍、2次季軍及8次三名開外的紀錄。關於這一點，島田在上述隨筆的開頭和結尾寫下：
（開頭）從「黃金船」到「小金船」
被稱作「不沉艦」的黃金船曾以一路不停奔跑、打破常規的方式贏得春季天皇賞，隨後的寶塚紀念卻以「歴史性的遲出閘」變成「小金船」。當被問及哪個印象更深刻時，大多數人會選擇後者的「小金船」，而回望牠的成績表，我認為有兩匹黃金船。話雖如此，這匹馬在4歲半前和4歲半後的戰績還是有差距的。
（文末）「不沉艦黃金船」會以「猛獸小金船」的身份繼續奔跑，留下諸如灰毛馬最多的6次GI勝利等許多難忘的記錄，離開草皮揚帆而去。問誰能輕易打破賽馬常識的強大和樂趣，眾里尋牠唯有這匹馬獨有。
 — 島田明宏
此外，黃金船一方面能壓倒性取得勝利，另一方面又能令人難以置信地慘敗，這姿態令牠在參加的28場比賽中獲得15次人氣最高，第二受歡迎有10次，其餘2次則為第3和第4。也因如此，有4萬名觀眾在2015年有馬紀念結束後留下來參與其退役儀式，高人氣可見一斑。在引退六年後的2021年12月，由多玩國和pixiv共同策劃的網路流行語100中，黃金船排在第5位。箇中原因可能是同年2月上市的手機/電腦遊戲《賽馬娘 Pretty Derby》出現了同名角色，而令牠再受關注。在該作中，黃金船為留著一頭銀色長髮，右馬耳繫有藍色蝴蝶結絲帶，頭帶棕色水兵帽的美少女馬娘，個性自由奔放、好動健談、忽冷忽熱且喜歡惡作劇，並由上田瞳獻聲。

## 評價與獲得獎項
在2012年於有馬紀念奪冠之後，《賽馬郵報》將黃金船評為世界上最好的三歲賽馬，比帝皇城堡、再來一個和無頭騎士要高。儘管在JRA賞年度代表馬的投票中屈居在貴婦人之下，取得第二名，但牠還是以全體一致投票的方式獲得該獎的最優秀3歳公馬。在同年的世界純種賽馬排名中，黃金船被列為第二好的3歳公馬，僅次於再來一個，在世界排名中則掛在第13位。
2013年，黃金船在世界最佳賽馬排名中位列世界最佳賽馬第11位，與宣戰和雄心威龍等馬並列。隔年牠再次排在該榜的同一位置。在2014年的JRA賞中，黃金船在JRA賞最優秀4歳以上公馬中名列第三，僅次於一路通和神威啟示

## 血統表
| 父線：週日寧靜系（Halo系）                      |                              |               |                 |
| 種馬 黃金旅程 1994年（深棗色）                  | 週日寧靜 1986年（棕色）      | Halo          | Hail To Reason  |
| 種馬 黃金旅程 1994年（深棗色）                  | 週日寧靜 1986年（棕色）      | Halo          | Cosmah          |
| 種馬 黃金旅程 1994年（深棗色）                  | 週日寧靜 1986年（棕色）      | Wishing Well  | Understanding   |
| 種馬 黃金旅程 1994年（深棗色）                  | 週日寧靜 1986年（棕色）      | Wishing Well  | Mountain Flower |
| 種馬 黃金旅程 1994年（深棗色）                  | Gold Sash 1988年（栗色）     | Dictus        | Sanctus         |
| 種馬 黃金旅程 1994年（深棗色）                  | Gold Sash 1988年（栗色）     | Dictus        | Doronic         |
| 種馬 黃金旅程 1994年（深棗色）                  | Gold Sash 1988年（栗色）     | Dyna Sash     | 北方風味        |
| 種馬 黃金旅程 1994年（深棗色）                  | Gold Sash 1988年（栗色）     | Dyna Sash     | Royal Sash      |
| 繁殖雌馬 Point Flag 1998年（灰色）              | 目白麥昆 1987年（灰色）      | Mejiro Titan  | Mejiro Asama    |
| 繁殖雌馬 Point Flag 1998年（灰色）              | 目白麥昆 1987年（灰色）      | Mejiro Titan  | Cheryl          |
| 繁殖雌馬 Point Flag 1998年（灰色）              | 目白麥昆 1987年（灰色）      | Mejiro Aurora | Remand          |
| 繁殖雌馬 Point Flag 1998年（灰色）              | 目白麥昆 1987年（灰色）      | Mejiro Aurora | Meijiro Iris    |
| 繁殖雌馬 Point Flag 1998年（灰色）              | Pastoralism 1987年（深棗色） | Pluralisme    | The Minstrel    |
| 繁殖雌馬 Point Flag 1998年（灰色）              | Pastoralism 1987年（深棗色） | Pluralisme    | Cambretta       |
| 繁殖雌馬 Point Flag 1998年（灰色）              | Pastoralism 1987年（深棗色） | Tokuno Eighty | Tribal Chief    |
| 繁殖雌馬 Point Flag 1998年（灰色）              | Pastoralism 1987年（深棗色） | Tokuno Eighty | Iron Ruby       |
| 雌系：星旗系（號族：16-h）                      |                              |               |                 |
| 五代內近親交配：北地舞人 5×5、Princely Gift 5×5 |                              |               |                 |

## 外部連結
- 競走馬成績と情報 netkeiba （页面存档备份，存于）、スポーツナビ （页面存档备份，存于）、JBISサーチ （页面存档备份，存于）、Racing Post （页面存档备份，存于）
- ゴールドシップ （页面存档备份，存于） - 競走馬のふるさと案内所